# Unité urbaine de Charvieu-Chavagneux
L'unité urbaine de Charvieu-Chavagneux est une unité urbaine française centrée sur les communes de Charvieu-Chavagneux, Pont-de-Chéruy et Tignieu-Jameyzieu, en Isère.

## Données générales
En 2010, selon l'INSEE, l'unité urbaine était composée de quatre communes.
En 2020, à la suite d'un nouveau zonage, elle est composée des quatre mêmes communes. 
En 2022, avec 29 600 habitants, elle représente la 6e unité urbaine du département de l'Isère et occupe le 32e rang dans la région Auvergne-Rhône-Alpes, se classant après l'unité urbaine d'Oyonnax (31e rang) et  devant l'unité urbaine d'Annonay (33e rang).
En 2021, sa densité de population s'élève à 893 hab/km2. Par sa superficie, elle ne représente que 0,44 % du territoire départemental mais, par sa population, elle regroupe 2,27 % de la population du département de l'Isère.

## Composition selon la délimitation de 2020
| Nom                 | Code Insee | Département | Statut       | Superficie (km2) | Population (dernière pop. légale) | Densité (hab./km2) | Modifier                                    |
| ------------------- | ---------- | ----------- | ------------ | ---------------- | --------------------------------- | ------------------ | ------------------------------------------- |
| Charvieu-Chavagneux | 38085      | Isère       | ville-centre | 8,65             | 10 459 (2022)                     | 1 209              | modifier les données · modifier les données |
| Pont-de-Chéruy      | 38316      | Isère       | ville-centre | 2,51             | 6 107 (2022)                      | 2 433              | modifier les données · modifier les données |
| Tignieu-Jameyzieu   | 38507      | Isère       | ville-centre | 13,32            | 7 944 (2022)                      | 596                | modifier les données · modifier les données |
| Chavanoz            | 38097      | Isère       | banlieue     | 8,24             | 5 090 (2022)                      | 618                | modifier les données · modifier les données |

## Démographie
| 1968   | 1975   | 1982   | 1990   | 1999   | 2010   | 2015   | 2021   |
| ------ | ------ | ------ | ------ | ------ | ------ | ------ | ------ |
| 11 641 | 15 632 | 18 153 | 21 342 | 21 221 | 23 208 | 26 024 | 29 214 |